# Liste des Premiers ministres de Croatie
Pour un article plus général, voir Premier ministre de Croatie.
Cet article présente la liste des Premiers ministres de la république de Croatie — aussi appelé « Président du gouvernement » — depuis les premières élections multipartites en 1990.
Le premier titulaire est Stjepan Mesić en 1990, le pays est alors une république fédérée au sein de la Yougoslavie, jusqu'à la proclamation de l'indépendance de la Croatie en 1991. Depuis le mandat de Stjepan Mesić, douze personnes ont occupées la fonction — dont une femme, Jadranka Kosor de 2009 à 2011. L'actuel Premier ministre est Andrej Plenković de l'Union démocratique croate depuis le 19 octobre 2016.

## Liste des Premiers ministres
| Titulaire (Naissance-mort)         | Titulaire (Naissance-mort)     | Élection                       | Mandat                         | Mandat                         | Mandat                         | Gouvernement                   | Parti politique                | Parti politique                |                                |
| Titulaire (Naissance-mort)         | Titulaire (Naissance-mort)     | Élection                       | Début                          | Fin                            | Durée                          | Gouvernement                   | Parti politique                | Parti politique                |                                |
| Croatie yougoslave (1990-1991)     | Croatie yougoslave (1990-1991) | Croatie yougoslave (1990-1991) | Croatie yougoslave (1990-1991) | Croatie yougoslave (1990-1991) | Croatie yougoslave (1990-1991) | Croatie yougoslave (1990-1991) | Croatie yougoslave (1990-1991) | Croatie yougoslave (1990-1991) | Croatie yougoslave (1990-1991) |
| ---------------------------------- | ------------------------------ | ------------------------------ | ------------------------------ | ------------------------------ | ------------------------------ | ------------------------------ | ------------------------------ | ------------------------------ | ------------------------------ |
| Stjepan Mesić                      | Stjepan Mesić (né en 1934)     | 1990                           | 30 mai 1990                    | 24 août 1990                   | 2 mois et 25 jours             | Ier                            |                                | HDZ                            |                                |
| Josip Manolić                      | Josip Manolić (1920-2024)      | —                              | 24 août 1990                   | 25 juin 1991                   | 10 mois et 1 jour              | IIe                            |                                | HDZ                            |                                |
| Croatie indépendante (depuis 1991) |                                |                                |                                |                                |                                |                                |                                |                                |                                |
| Josip Manolić                      | Josip Manolić (1920-2024)      | —                              | 25 juin 1991                   | 17 juillet 1991                | 22 jours                       | IIe                            |                                | HDZ                            |                                |
| Franjo Gregurić                    | Franjo Gregurić (né en 1939)   | —                              | 17 juillet 1991                | 12 août 1992                   | 1 an et 26 jours               | IIIe                           |                                | HDZ                            |                                |
| Hrvoje Šarinić                     | Hrvoje Šarinić (1935-2017)     | 1992                           | 12 août 1992                   | 3 avril 1993                   | 7 mois et 22 jours             | IVe                            |                                | HDZ                            |                                |
| Nikica Valentić                    | Nikica Valentić (1950-2023)    | —                              | 3 avril 1993                   | 7 novembre 1995                | 2 ans, 7 mois et 4 jours       | Ve                             |                                | HDZ                            |                                |
| Zlatko Mateša                      | Zlatko Mateša (né en 1949)     | 1995                           | 7 novembre 1995                | 27 janvier 2000                | 4 ans, 2 mois et 20 jours      | VIe                            |                                | HDZ                            |                                |
| Ivica Račan                        | Ivica Račan (1944-2007)        | 2000                           | 27 janvier 2000                | 30 juillet 2002                | 3 ans, 10 mois et 26 jours     | VIIe                           |                                | SDP                            |                                |
| Ivica Račan                        | Ivica Račan (1944-2007)        | 2000                           | 30 juillet 2002                | 23 décembre 2003               | 3 ans, 10 mois et 26 jours     | VIIIe                          |                                | SDP                            |                                |
| Ivo Sanader                        | Ivo Sanader (né en 1953)       | 2003                           | 23 décembre 2003               | 12 janvier 2008                | 5 ans, 6 mois et 13 jours      | IXe                            |                                | HDZ                            |                                |
| Ivo Sanader                        | Ivo Sanader (né en 1953)       | 2007                           | 12 janvier 2008                | 6 juillet 2009                 | 5 ans, 6 mois et 13 jours      | Xe                             |                                | HDZ                            |                                |
| Jadranka Kosor                     | Jadranka Kosor (née en 1953)   | —                              | 6 juillet 2009                 | 23 décembre 2011               | 2 ans, 5 mois et 17 jours      | Xe                             |                                | HDZ                            |                                |
| Zoran Milanović                    | Zoran Milanović (né en 1966)   | 2011                           | 23 décembre 2011               | 22 janvier 2016                | 4 ans et 30 jours              | XIIe                           |                                | SDP                            |                                |
| Tihomir Orešković                  | Tihomir Orešković (né en 1966) | 2015                           | 22 janvier 2016                | 19 octobre 2016                | 8 mois et 27 jours             | XIIIe                          |                                | Indépendant                    |                                |
| Andrej Plenković                   | Andrej Plenković (né en 1970)  | 2016                           | 19 octobre 2016                | 23 juillet 2020                | 8 ans, 8 mois et 12 jours      | XIVe                           |                                | HDZ                            |                                |
| Andrej Plenković                   | Andrej Plenković (né en 1970)  | 2020                           | 23 juillet 2020                | 17 mai 2024                    | 8 ans, 8 mois et 12 jours      | XVe                            |                                | HDZ                            |                                |
| Andrej Plenković                   | Andrej Plenković (né en 1970)  | 2024                           | 17 mai 2024                    | en fonction                    | 8 ans, 8 mois et 12 jours      | XVIe                           |                                | HDZ                            |                                |